# Azteken-Salbei
Der Azteken-Salbei (Salvia divinorum), auch Götter-Salbei oder Wahrsage-Salbei genannt, ist eine Pflanzenart aus der artenreichen Gattung Salbei (Salvia) innerhalb der Familie der Lippenblütler (Lamiaceae). Es handelt sich um eine psychoaktiv wirkende Salbeiart.

## Trivialnamen
Weitere Trivialnamen sind Zauber-Salbei, hojas de la pastora (spanisch, „Blätter der Schäferin“), hierba de la virgen (spanisch, „Kraut der Jungfrau“), ska Maria Pastora (mazatekisch, „Blätter der Schäferin Maria“). Gängigere englische Bezeichnungen im Szenejargon sind Sally D (in Anspielung auf Alice D.) und Magic Mint („Zauber-Minze“).

## Beschreibung

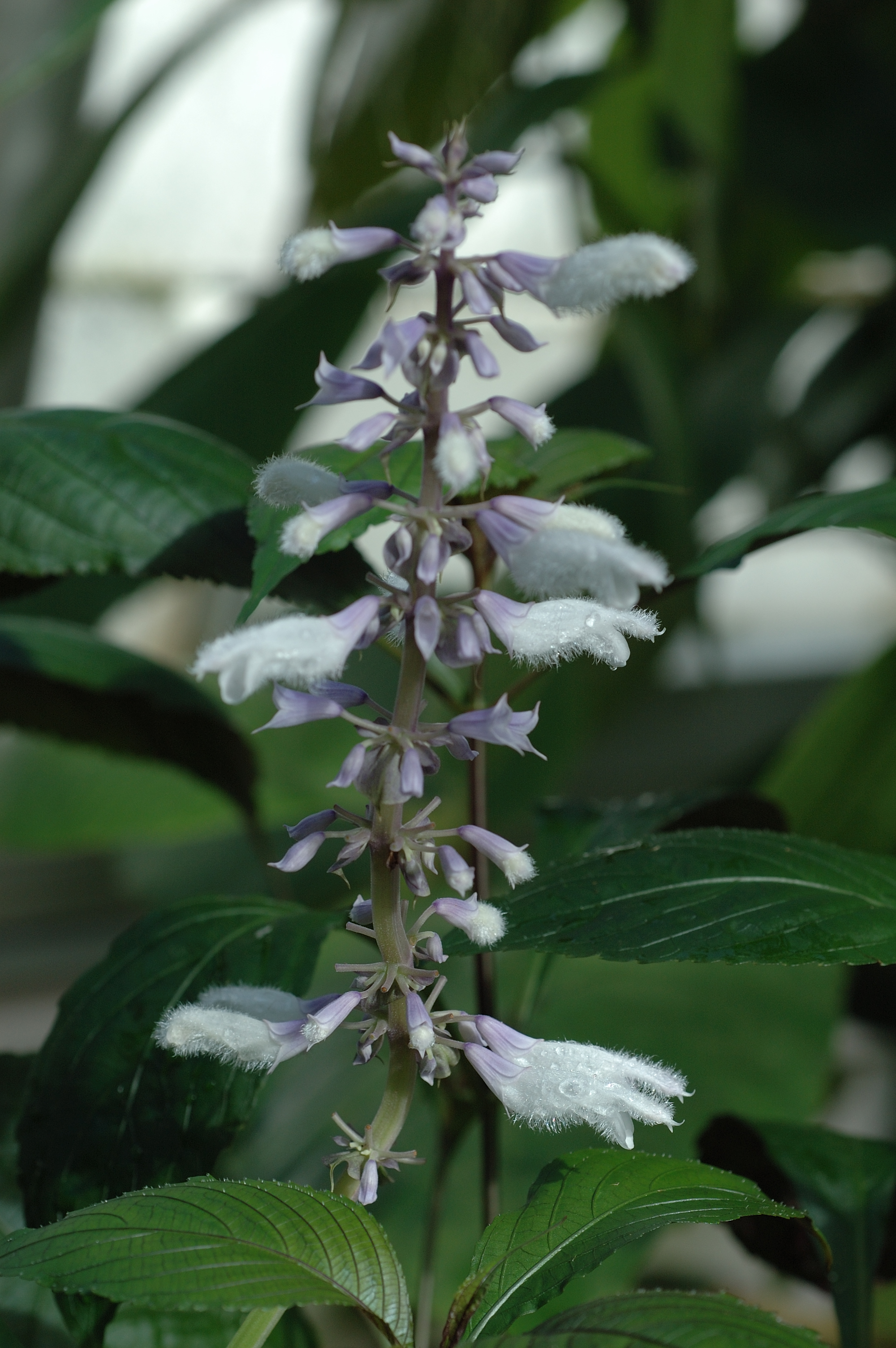
Blütenstand

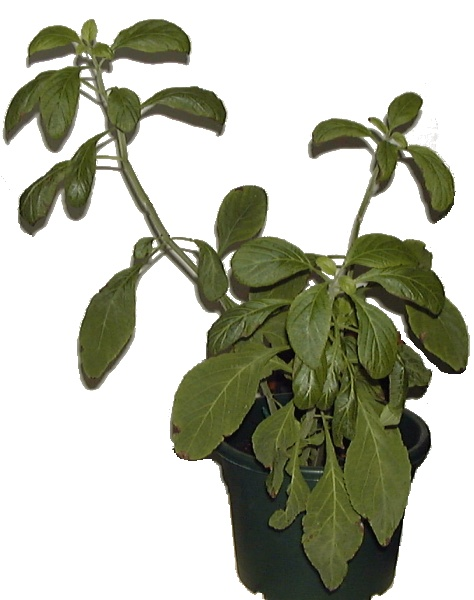
Salvia divinorum als Topfpflanze

Salvia divinorum ist eine ausdauernde krautige Pflanze, die im vegetativen Stadium Wuchshöhen von meist 0,5 bis 1,5 Metern und im generativen Stadium von 1 bis 2 (selten 3) Metern erreicht. Die grünen, vierkantigen Stängel wachsen meist aufrecht und verzweigen sich. Ältere Pflanzen können unten schwach verholzen. Die gegenständigen, gestielten Laubblätter sind elliptisch bis eiförmig, 10 bis 25 (bis 30) Zentimeter lang und 5 bis 10 Zentimeter breit. Der Blattrand ist unregelmäßig gesägt, aber an der Blattbasis glatt.
Die aufrechten, traubigen Blütenstände sind 30 bis 40 Zentimeter lang, mit 2 bis 4 Zentimeter langen Internodien; sie weisen ungestielte, meist violette Hochblätter auf. Die behaarten, violetten Blütenstiele sind 4 bis 9 Millimeter lang. Die zwittrigen Blüten sind zygomorph und fünfzählig mit doppelter Blütenhülle (Perianth). Die fünf violetten Kelchblätter sind zu einem 10 bis 12 Millimeter langen Kelch verwachsen. Die intensiv behaarte, blaue Krone ist 28 bis 32 Millimeter lang. Im Herbarmaterial ist sie braun. Die Kronröhre ist 19 bis 22 Millimeter lang, 2 Millimeter hoch und 1,5 Millimeter breit. Der weiße Griffel ist 27 bis 32 Millimeter lang. Die dunkelbraunen Nüsschen sind 1,8 bis 2 Millimeter lang und etwa 1 Millimeter breit.
Die Chromosomenzahl beträgt 2n = 22.
Die Pflanzen sind nicht winterhart, sie müssen frostfrei überwintern können.

## Verbreitung und Nutzung
Der Azteken-Salbei ist ursprünglich in der Sierra Mazateca im mexikanischen Bundesstaat Oaxaca beheimatet. Dort wird er von den einheimischen Mazateken seit langer Zeit in schamanischen Zeremonien verwendet. Von den Curanderos, den mazatekischen Heilern, wird er auf zwei Arten verwendet. In niedrigen, nicht-halluzinogenen Dosierungen dient er der Behandlung diverser körperlicher Beschwerden. In deutlich höheren Dosierungen dient er der Induktion eines Rauschzustandes mit lebhaften Visionen. Die Blätter werden in dieser Absicht zudem als Räucherwerk genutzt.
In der westlichen Welt ist seit den 1980er Jahren ein deutlicher Anstieg des Interesses an Salvia divinorum zu beobachten. Im ethnobotanischen Fachhandel sind frische und getrocknete Blätter sowie konzentrierte Extrakte der Pflanze erhältlich. Bekannte Erforscher des Aztekensalbeis sind R. Gordon Wasson und Albert Hofmann. Hofmann schreibt in seinem Buch LSD – mein Sorgenkind auch über seine Suche nach Salvia divinorum. Der psychoaktive Wirkstoff der Pflanze ist das Salvinorin A, ein Diterpen, das schon in geringen Mengen eine starke halluzinogene Wirkung auslösen kann. Salvinorin A gilt als das potenteste natürlich vorkommende Halluzinogen.

## Züchtungen
Seit vielen Jahrhunderten wird Salvia divinorum an versteckten Stellen von den Mazateken durch Stecklinge (vegetative Vermehrung) kultiviert. Lange ging man davon aus, dass Salvia divinorum eine reine Kulturpflanze sei, die sich nicht über Samen fortpflanzt. Neuere Forschungen stellen dies jedoch in Frage und zeigen, dass geschlechtlich gezeugte Nachkommen möglich sind. Festzustellen bleibt aber, dass die Pflanze am häufigsten über Stecklinge vermehrt wird und genetisch unterschiedliche Klone unmöglich sind.
In Europa gab es eine lange Zeit nur zwei verschiedene Mutterpflanzen, den Wasson-Hofmann- und den Blosser-Klon, was sich allerdings durch den höheren Bekanntheitsgrad der Pflanze verändert hat. Die Pflanzen in Europa unterscheiden sich kaum voneinander, da sie selten über Samen gezogen werden, als Stecklinge weniger Mutterpflanzen also genetisch weitgehend identisch sind.
Es gibt unter anderem folgende Züchtungen: ‘Blosser’, ‘Cerro Quemado’, ‘Green Witch Queen’, ‘Julieta’, ‘La Fuerza’, ‘Luna’ (diese Form hat besonders rundliche Blätter, daher der Name Luna (lat. Mond)), ‘Owens’, ‘Paradox’, ‘Wasson/Hofmann’.
Alle Klone, außer dem Wasson-Hofmann-Klon, sind selten und werden kaum angeboten. Da die Pflanze selten Samen ausbildet, ist es schwer, die genetische Vielfalt zu erhöhen. Daher ist davon auszugehen, dass diese angeblichen Varianten weitgehend identisch sind.

## Inhaltsstoffe und Wirkung
Der Azteken-Salbei enthält terpenoide Salvinorine, von denen sechs Derivate (A–F) bekannt sind. Das Salvinorin A ist ein potentes dissoziatives Halluzinogen mit einer Wirkdosis ab 0,2 mg. Die Pharmakologie des Salvinorin A unterscheidet sich deutlich von LSD-artigen Halluzinogenen: Es wirkt als κ-Opioid-Rezeptor-Agonist.
In Deutschland warnte 1999 die Arzneimittelkommission Deutscher Apotheker dringend vor der Beschaffung und Abgabe von Salvia divinorum.

## Rechtliche Situation
In Deutschland empfahl der Sachverständigenausschuss für Apothekenpflicht des Bundesinstituts für Arzneimittel und Medizinprodukte (BfArM) 2006, Salvia divinorum der Apothekenpflicht zu unterstellen, wobei keine Unterscheidung zwischen Extrakten und Blättern gemacht wurde. Mit der 21. BtMÄndV wurde Salvia divinorum (Pflanzen und Pflanzenteile) wirksam zum 1. März 2008 in Anlage 1 des Betäubungsmittelgesetz (BtMG) aufgenommen und damit rechtlich ein nicht verkehrsfähiges Betäubungsmittel.
Strafbar ist der Besitz und Verkauf unter anderem in Israel (2003), Australien (2004), Italien (2005), Schweiz (2010), Dänemark und den meisten Bundesstaaten der USA.
In Frankreich und Spanien ist lediglich der Handel verboten. In Norwegen, Finnland, Estland und Island ist Salvia divinorum verschreibungspflichtig.
Zu Salvia divinorum gibt es in Liechtenstein, Österreich und Niederlande keine gesetzliche Reglementierung.